# 弗赖施塔特 (德国)
弗赖施塔特（德語：Freystadt，發音：[ˈfʁaɪˌʃtat] ⓘ）是德国巴伐利亚州上普法尔茨行政区上普法尔茨地区诺伊马克特县的城市，面积80.56平方千米，人口为人。